# パトナ-ラーンチー・ヴァンデ・バーラト急行
パトナ-ラーンチー・ヴァンデ・バーラト急行（英語: Patna–Ranchi Vande Bharat Express）は、インド鉄道の列車種別であるヴァンデ・バーラト急行の1つ。2023年から営業運転を開始した。

## 概要
パトナのパトナ・ジャンクション駅とラーンチーのラーンチー・ジャンクション駅、全長379 kmの区間を結ぶヴァンデ・バーラト急行で、2023年6月27日に出発が宣言され、翌6月28日から営業運転を開始した。所要時間は6時間で、同区間を走るシャターブディー急行（7時間45分）から所要時間の短縮が図られている。運行間隔は週6日・1往復で、火曜日は運休する。使用される電車は8両編成である。